# Kaiser-Wilhelm-Institut für Kohlenforschung

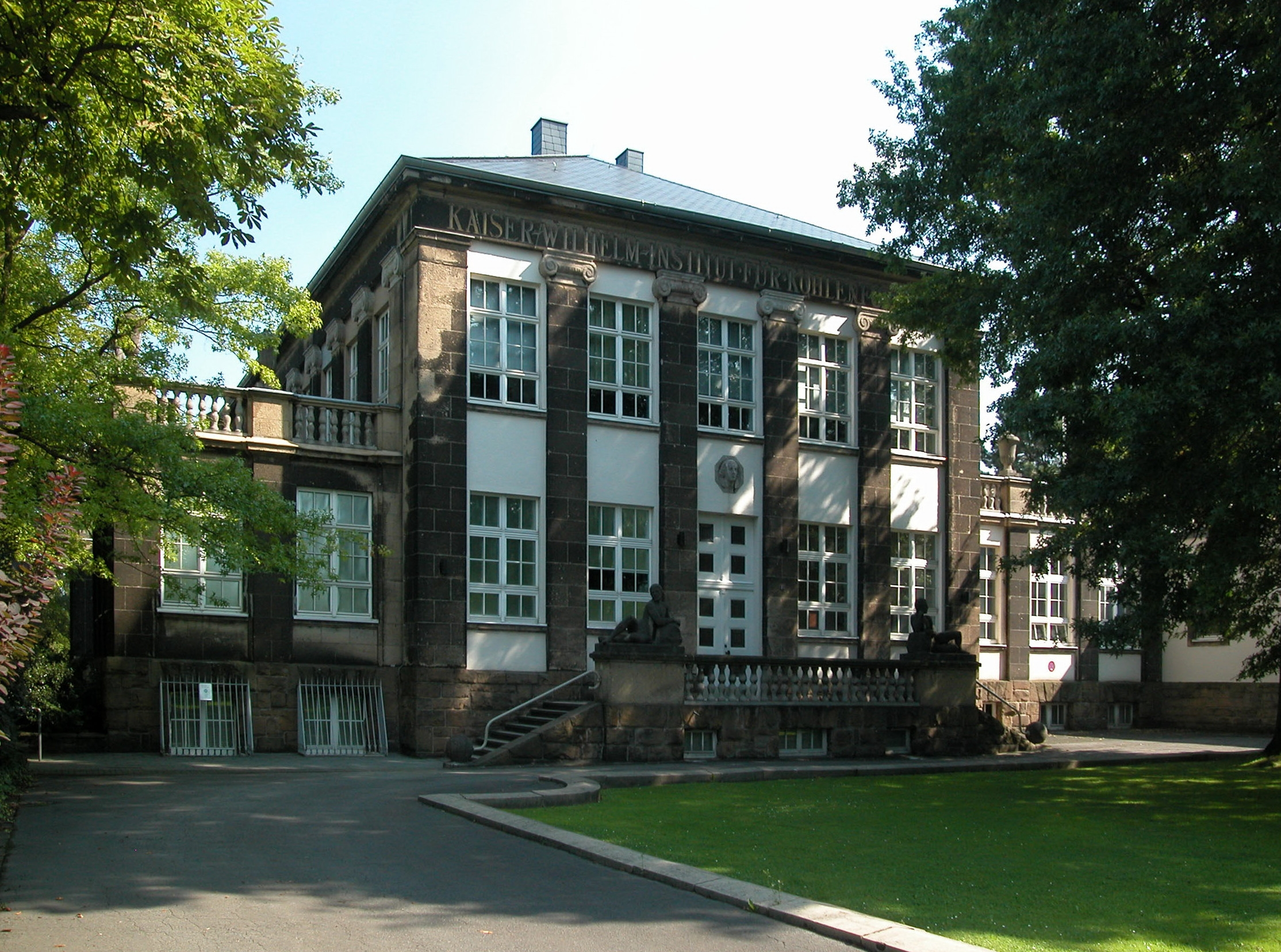
Das heutige Max-Planck-Institut für Kohlenforschung in Mülheim. Im Gebäudefries steht noch der ursprüngliche Name: Kaiser-Wilhelm-Institut für Kohlenforschung.

Das Kaiser-Wilhelm-Institut für Kohlenforschung war eine Forschungseinrichtung zur Entwicklung von Kohlen-Sekundärstoffen in Mülheim an der Ruhr. Das 1912 gegründete Institut war eine der Einrichtungen für Grundlagenforschung der 1911 gegründeten Kaiser-Wilhelm-Gesellschaft und das erste Kaiser-Wilhelm-Institut außerhalb Berlin-Dahlems. Originäre Aufgabe war die Erforschung von Prozessen, die auf ökonomische Weise flüssige Brennstoffe aus Kohle herstellen.
Dem Institut gelang es in der Epoche des Wilhelminismus und in der Weimarer Republik ebenso wie in der Zeit des Nationalsozialismus, in einer Wissenschaftsnische seine Unabhängigkeit zu bewahren, obwohl hier auch Forschungen von nationalem Interesse betrieben wurden.:312 1939 wurde das Institut in eine rechtsfähige Stiftung umgewandelt. 1949 wurde es in Max-Planck-Institut für Kohlenforschung umbenannt.

## Geschichte

### Gründung
Die Eröffnung der Einrichtung am 27. Juli 1914 erfolgte bereits zwei Jahre nach ihrer Gründung und einen Tag vor Beginn des Ersten Weltkriegs. Ausgangspunkt war die komplexe, bis heute nicht gelöste Aufgabe der direkten, verbrennungslosen Verstromung von Kohle. Initiator war namentlich Hugo Stinnes, der dafür nicht das Rheinisch-Westfälische Elektrizitätswerk (RWE) beauftragen wollte. Eine Gemeinschaftsaufgabe aller Beteiligten im Ruhrbergbau hielt er für zielführender. Stinnes konnte sogar den mit seinem Gasgeschäft zu ihm in Konkurrenz stehenden August Thyssen überzeugen, sich finanziell an dem Institut zu beteiligen.
Die Finanzierung wurde mit einem neuen Modell von der rheinisch-westfälischen Montanindustrie sichergestellt. Für Hugo Stinnes war klar, dass die Errichtung der Immobilie samt technischer Einrichtung gegeben sein musste, damit die Arbeit darin finanzierbar wäre. Geldgeber dafür wären zu finden. Nach seinen Vorstellung bräuchte man kein angehäuftes Vermögen, sondern sichergestellte Jahresbeiträge für den laufenden Haushalt. Dieses Modell war von Erfolg beschieden. Später ergab sich sogar die Möglichkeit, Rücklagen zu bilden.
Ferner gelang es Stinnes, Emil Fischer, den ersten deutschen Nobelpreisträger für Chemie, für dieses Projekt zu gewinnen, der als graue Eminenz der Kaiser-Wilhelm-Gesellschaft galt. Ein Vortrag Fischers vor Industrievertretern, Repräsentanten der Stadt Mülheim, Vertretern des KWI und des preußischen Kulturministeriums über mögliche Aufgaben des Instituts, insbesondere der direkten Kohleverstromung, gilt noch heute als vielbeachtet und wegweisend.
Fischer schrieb im Januar 1913 über den Zweck des Instituts, dass es auch möglich sein müsste, synthetische Heizmaterialien, Erdöl, Benzin und dergleichen zu erzeugen, was für den Fall eines Krieges von enormer Wichtigkeit wäre. Gerald D. Feldman meint, dass man die Bedeutung dieses Statements nicht überbewerten sollte und militärische Erwägungen nicht entscheidend waren bei der Schaffung des Instituts. Die Industriellen können von solchen Argumenten nicht überzeugt gewesen sein, da sie die generelle Erwartung eines kurzen Krieges teilten.
Mülheim an der Ruhr war zu dieser Zeit erster Standort der Kaiser-Wilhelm-Gesellschaft außerhalb von Berlin. Die bereits genannten Befürworter der neuen Gesellschaft wollten diese Einrichtung, die mit einer „praktizierten Wirtschaftsförderung verglichen werden“: S. 23 kann, in unmittelbarer Nähe zu ihren Produktionsstätten haben, um sich an der Ausrichtung der Arbeiten im Institut beteiligen und mit deren Ergebnissen beschäftigen zu können. Neben einer Garnisonsstadt war Mülheim bereits Standort einer hochschulähnlichen Forschungseinrichtung der rheinisch-westfälischen Industrieregion.:1–2
Grundstock der Finanzierung waren Gelder der Leonhard-Stinnes-Stiftung. Die Ehefrau Johann Hermann Leonhards, Margarete Stinnes, war im Oktober 1911 gestorben. Damit wurde das Stiftungskapital, das auf eine Höhe von vier bis fünf Millionen Mark geschätzt wurde, frei. Die recht weit gefasste Auslegung der Stiftungsziele vom Testamentsvollstrecker, dem langjährigen Mülheimer Oberbürgermeister Paul Lembke, ließ die Verwendung einer „Unterstützung und Ausbildung … junger Leute … des Bergbaus“ im Rahmen „wohltätiger und guter Zwecke“ zu. Schon vor 1905 hatte das Ehepaar großzügige Zuwendungen an die Mülheimer Augenheilanstalt als auch für den Spielplatz auf dem Kahlenberg getätigt. Da von Industrieseite keine hohe Risikobereitschaft für die Verwendung einer Anschubfinanzierung eines derartigen Forschungsinstituts vorhanden war, Lembke aber – auch aus Prestigegründen – für die gerade zur Großstadt erwachsene Stadt dringend derartige Einrichtungen benötigte, kam die Gesellschaft in die noch zum Regierungsbezirk Düsseldorf gehörende Kohlerevierstadt Mülheim. Die Kosten schätzte Emil Fischer zu dieser frühen Planungsphase auf 600.000 Mark plus 80.000 Mark Unterhalt jährlich.:20–21 Das oben angesprochene „Neue Modell“ der Finanzierung beabsichtigte, bedeutende Spenden von mindestens 20.000 Mark namhafter Persönlichkeiten zu sammeln und damit kontinuierlich Zinserträge zu thesaurieren. Darüber hinaus waren feste Jahresbeiträge von mindestens 1000 Mark veranschlagt, die genauso zur Kostendeckung beitragen sollten. Als dritte Finanzierungssäule waren Beiträge des Staates vorgesehen. Ähnliche Konzepte hatte einige Jahrzehnte zuvor bereits der in Düsseldorf geborene Mathematiker Felix Klein aufgestellt, der für seine Georg-August-Universität Göttingen den Bau der erforderlichen Gebäude der Wirtschaft auferlegte und die Besoldung der Professoren dem Staat.:23–24 Die tatsächlichen Kosten einschließlich Inneneinrichtung beliefen sich auf 700.356,77 Mark. Die Kosten für den Grunderwerb betrugen knapp 218.500 Mark. Die Leonhard-Stinnes-Stiftung verausgabte somit knapp 919.000 Mark für die Fertigstellung.:56
Erster Direktor der Einrichtung wurde der unter Emil Fischer arbeitende Franz Fischer, Professor für Elektrochemie an der Technischen Hochschule in Charlottenburg. Dieser blieb bis zu seiner Emeritierung 1943 im Amt. Er wurde von Karl Ziegler abgelöst, der für weitere 25 Jahre Kontinuität sorgte.
Die Schaffung einer solchen Einrichtung in diesem zu der Zeit noch wenig besiedelten Teil Mülheims führte zu einer Verbesserung zahlreicher Infrastruktureinrichtungen: Seit 1914 gab es hier Gas und Strom, die Briefzustellung wurde mit viermal täglich auf innerstädtisches Niveau gehoben und zahlreiche Straßen erhielten Asphaltbelag.:56

### Gebäude

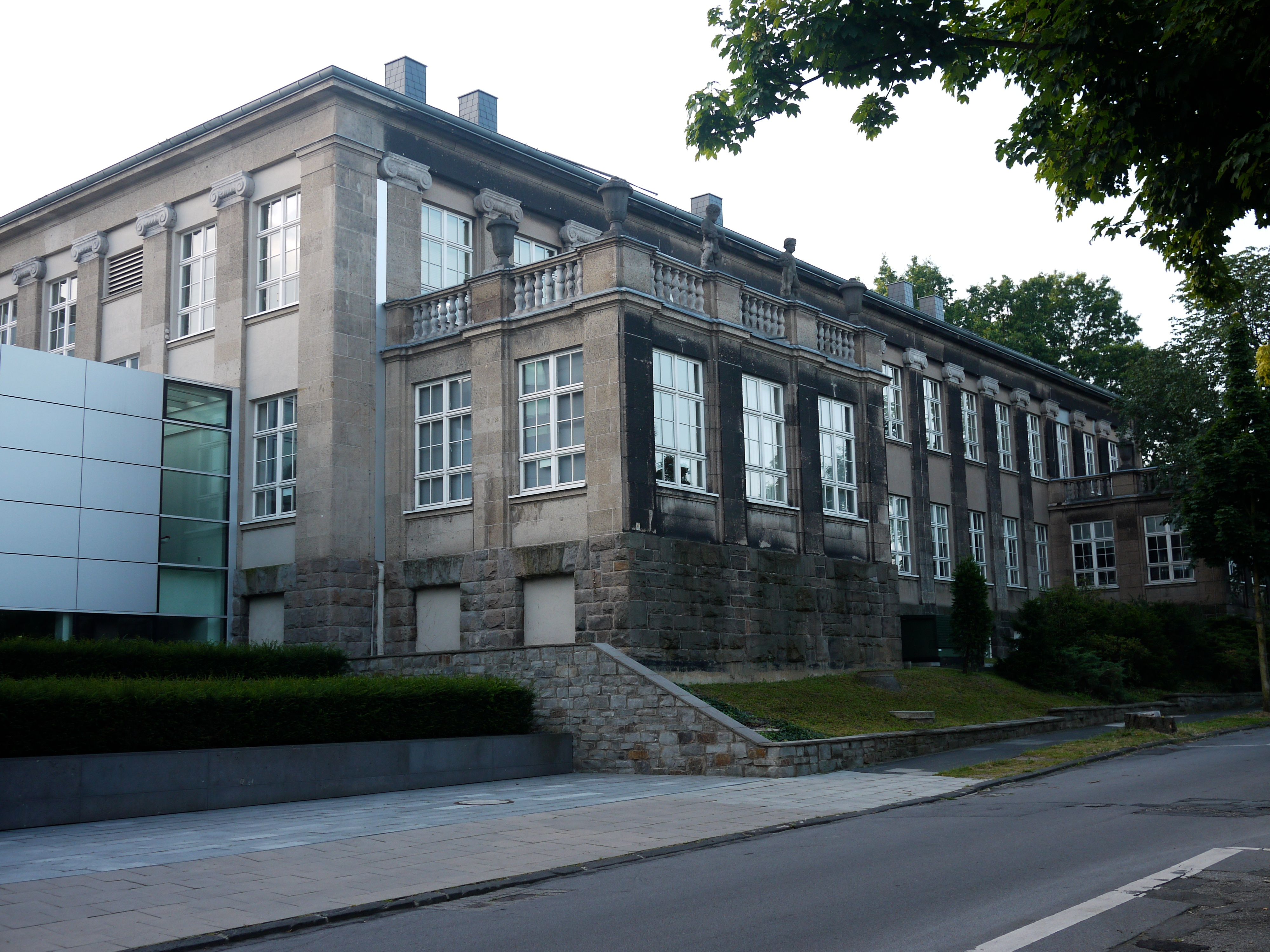
Gebäudelängsseite mit Laboratoriums- und Bibliotheksvorbau

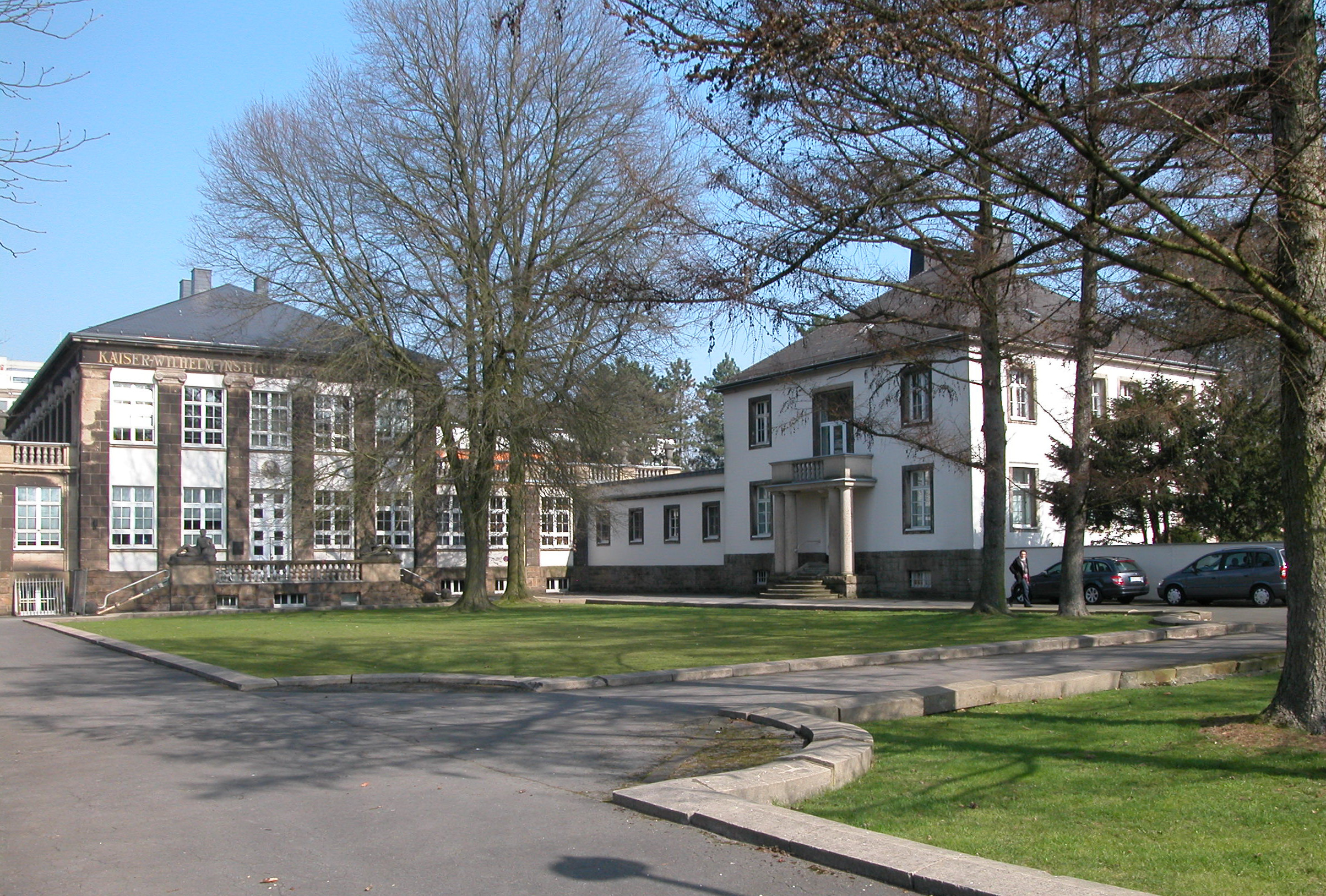
Hauptgebäude und rechts die Direktorenvilla

Die Stadt Mülheim stellte das vier Morgen (ein Hektar) große Grundstück auf dem damals nur mit einigen Villen bebauten Kahlenberg südlich der Innenstadt bereit. Als Architekt wurde der Beigeordnete und Leiter des Mülheimer Hochbauamtes, Karl Helbing (1877–1964), bestimmt. Helbing hatte schon zahlreiche Bauwerke der Stadt beigesteuert wie einige Schulen, das Solbad Raffelberg und das Stadtbad, den Schlachthof und die Stadtsparkasse. Die Entscheidung, damit den bis dato für alle Baumaßnahmen der Kaiser-Wilhelm-Gesellschaft zuständigen Königlichen Geheimen Oberhofbaurat Ernst Eberhard von Ihne zu umgehen, brüskierte Kaiser Friedrich III.:51–52
Das Institut war von Anfang an in drei unabhängige, mit überdachten Gängen verbundene Baukörper geplant, dem Hauptlaboratorium, dem sogenannten „Fabrikgebäude“ und der Direktorenvilla. Das mit Abstand größte Gebäude war das zweigeschossige Hauptlaboratorium, dem im Erdgeschoss drei eingeschossige Vorbauten und eine Galerie angegliedert waren. Dieses Haus besaß einen großen Keller zur Lagerung von Chemikalien, zum Betrieb einer Werkstatt sowie weiteren technischen Einrichtungen wie einer hauseigenen Schmiede und einem Feinmechanikerbetrieb. Ferner war hier die Dienerwohnung. Die leichte Hanglage erlaubte es, auf einer Seite des Kellers vor den Werkstätten ebenerdig ins Freie zu gelangen, was auch das Arbeiten im Freien ermöglichte. Im Hauptgeschoss waren in der Nähe des Haupteingangs die Verwaltung, Bibliothek, Dienst- und Sprechzimmer angeordnet sowie der Zugang zu den Laboratorien. Die Bibliothek wurde eingerichtet, weil Mülheim keine ähnliche wissenschaftliche Einrichtung besaß. Eine anonyme Spende in Höhe von 30.000 RM ermöglichte die Erstausstattung.:53
Eine Präsentation der Planung einschließlich eines Modells von Oberbürgermeister Lembke vor dem Kuratorium der Gesellschaft am 24. Februar 1913 wurde wenig wohlwollend aufgenommen: Henry von Böttinger, seit 1907 Aufsichtsratsvorsitzender der Elberfelder Farbenfabriken, kritisierte die unzureichende Breite des Herren- und Wohnzimmers in der Direktorenvilla. Nach seinen Vorstellungen sollte diese wenigstens fünf Meter betragen. Grundsätzlichere Kritik kam von Emil Fischer, der die Nord-Süd-Ausrichtung des Haupthauses bemängelte, was zu stark schwankenden Beleuchtungs- und Temperaturdifferenzen während des Tages führen würde. Noch grundsätzlicher bedauerte man die wenig repräsentative Gesamterscheinung des Komplexes. Auch wurde die nach Meinung Fischers zu geringe Anzahl von nur 24 Schornsteinen in Frage gestellt, die für die Belüftung der Laboratorien als unzureichend angesehen wurde. Mehrere Änderungswünsche wurden so in die Planung aufgenommen. Die Lüftungen waren von Anfang an bereits elektrisch betrieben und wurden zum Teil durch die Dekorativvasen und -figuren auf dem Laborvorbauten ergänzt.:53–55

### Forschungsschwerpunkte
Gleich zu Beginn wurde die Arbeit erschwert, weil viele Mitarbeiter zum Kriegsdienst einberufen worden waren. Nach drei bis vier Monaten konnten die meisten wieder arbeiten, weil ihre Forschung zur Gewinnung von Stickstoffverbindungen für die Landwirtschaft als kriegswichtig eingestuft wurde. Später während des Ersten Weltkriegs kamen Forschungsarbeiten zur Schwefelsäuregewinnung und die Erzeugung flüssiger Treib- und Schmierstoffe hinzu.:63–70
Der eigentliche Zweck des Instituts, die Erforschung der Kohleverstromung, wurde erst nach dem Krieg und auch nur halbherzig wieder aufgenommen, weil jetzt andere Aufgaben in den Fokus rückten. Als interessant erschienen nun Arbeiten zu Gassynthesen, um dabei flüssigen Kohlenwasserstoff zu gewinnen. Zuvor waren wegen personeller Unterbesetzung nur Literaturstudien durchgeführt worden. Nach dem verlorenen Krieg sah man diese Technik auch unter militärisch-wirtschaftlichem Unabhängigkeitsbestreben, weil zum einen durch den Versailler Vertrag Importe von Chemikalien stark eingeschränkt waren, zum anderen, weil damit eine bessere Auslastung des Ruhrkohlebergbaus hergestellt werden konnte.
Ab 1925 beschäftigte sich das Institut bis zum Ende des Zweiten Weltkriegs vor allem mit der Fischer-Tropsch-Synthese, die von Fischer und Abteilungsleiter Hans Tropsch sowie deren Forschungsleiter Otto Roelen entwickelt wurde. Dazu wurde im Institut eine halb-industrielle Versuchsanlage errichtet, die der eigentlichen Produktion sehr nahekam. Es galt, der Konkurrenz bei Leuna mit ihrem Bergius-Pier-Hochdruckhydrierverfahren zu begegnen, doch erst die nationalsozialistische Wirtschaftsautarkie führte zu einer kleinen industriellen Produktion außerhalb des Instituts. Die Generallizenz dazu erwarb 1934 die 1926 gegründete Ruhrchemie AG, die damit im Wettbewerb zum von BASF betriebenen Leuna-Werk stand.
Eine andere Arbeit war die Überprüfung der Lignin-Theorie und darin des Einflusses von Mikroorganismen, die Franz Fischer und Hans Schrader entwickelt hatten. Dazu konnte auf eine entsprechende Stellenausschreibung im „Zentralblatt für Bakteriologie“ Prof. Rudolf Lieske (1886–1950) vom Biologischen Institut in Heidelberg gewonnen werden, der Ende Oktober 1927 mit seinen Arbeiten begann.:214 Nach Abschluss dieser Arbeiten widmete sich die Abteilung der „Biologischen Veredlung von Brennstoffen“, wie Fischer es nannte. Dazu gehörte beispielsweise die Leuchtgasentgiftung mit Klärschlamm, die sich aber wegen ihrer Prozesslänge als bedeutungslos herausstellte.
Diese Biologische Abteilung existierte nur in der Zeitspanne von 1927 bis 1934. Ihrem Leiter Rudolf Lieske gelang es am 1. November 1929, zusammen mit Franz Fischer ein Patent auf das Verfahren zur biologischen Umwandlung von Kohlenoxyd in Methan anzumelden. In der Begründung hieß es, „daß Kohlenoxyd oder kohlenoxydhaltige Gasgemische bei Gegenwart von Wasserstoff der Einwirkung vom Gram-positiven, sporenlosen Bakterien ausgesetzt werden“. In einer anderen anwendungsbezogenen Forschung konnte mit ammoniakgesättigter Braunkohle, der sogenannten Ammonkohle, sowohl im Labor als auch in Freilandversuchen der hauseigenen Gärtnerei eine Ertragssteigerung bei Pflanzen von bis zu hundert Prozent erzielt werden. Eine Patentanmeldung blieb jedoch erfolglos, auch, weil die Ergebnisse von Fachkollegen bezweifelt wurden. Erhöhter Sparzwang und dieser Misserfolg führten zur Schließung der Abteilung zum Jahresende 1934.:243–245